# Ханс Франк
Д-р Ханс Франк (на немски: Hans Frank), (1900 – 1946) е виден политик от Нацистка Германия.
Той е райхсминистър на правосъдието, министър в Бавария, генерал-губернатор на Окупирана Полша по време на Втората световна война. Осъден е на смърт на Нюрнбергския процес и е екзекутиран.

## Биография
Роден е в Карлсруе на 23 май 1900 г. Постъпва в германската армия през 1917 г. Служи във фрайкорпса.
Става член на Германската работническа партия (1919) и на Националсоциалистическата германска работническа партия (НСДАП) през 1927 г. Учи право, взема последния си държавен изпит през 1926 г. Междувременно става член на Щурмабтайлунг (СА) през 1923 г., като след неуспеха на Бирения пуч емигрира за кратко в Италия.
Назначен е за личен правен съветник на Адолф Хитлер, представлява го в ок. 150 дела. Избран е в Райхстага през 1930 г., назначен е за министър на правосъдието на Бавария през 1933 г.
Ръководи Националсоциалистическата асоциация на юристите, председател е на Академията за германско право от 1933 г. Не одобрява извънсъдебните убийствата – в концлагера Дахау и в Нощта на дългите ножове. Райхминистър без портфейл от 1934 г.

### Генерал-губернатор на Полша
виж също Мадагаскарски план, Еврейска полиция и Синя полиция
През септември 1939 г. Франк е назначен за началник на администрацията при Герд фон Рундщет в Полша. След разделянето на Полша, считано от 26 октомври 1939 г., е генерал-губернатор на окупираните полски територии (на немски: Generalgouverneur für die besetzten polnischen Gebiete) – началник на генералното управление, администрирало онези полски земи, които не са пряко включени в Германия (ок. 90 000 км² от общо 170 000 км², които Германия придобива). Получава есесовското звание обергрупенфюрер.
Франк ръководи сегрегацията на евреите в гета (еврейски квартали) и използването на поляци за „принудителен и задължителен“ труд. През 1942 г. губи своя авторитет извън Полша, тъй като подразва Хитлер с поредица от речи в Берлин, Виена, Хайделберг и Мюнхен, а и поради сблъсък за властта с Фридрих Вилхелм Крюгер (държавния секретар за сигурността – началник на СС и на полицията в Полша). Но всъщност Крюгер е този, който е заменен – с Вилхелм Копе. Франк по-късно твърди, че унищожаването на евреите е изцяло контролирано от Хайнрих Химлер и СС и че е разбрал за унищожителните лагери в Полша чак в началото на 1944 г. По време на управлението си като генерал-губернатор Франк изпраща молби за оставка до Хитлер 14 пъти. Бяга от Полша през август 1944 г.

### Нюрнбергски трибунал
Франк е пленен от американски войници близо до Берхтесгаден на 4 май 1945 г. Впоследствие е сред главните обвиняеми на Международния военен трибунал в Нюрнберг. По време на процеса става католик.
Осъден от трибунала на смърт чрез обесване, за престъпления срещу човечеството и военни престъпления. Присъдата е изпълнена на 16 октомври 1946 г.

## Почетен доктор на СУ
През 1939 г. д-р Ханс Франк е избран за „доктор хонорис кауза на правните науки“ на Софийския университет. Неговото почетно звание, заедно със званията на още 3 нацисти – Бернхард Руст, Едвалд Роберт Валентин фон Масов и Едуард Колрауш, е отнето на 26 февруари 2020 година с решение на Академичния съвет на СУ след обръщение от общественичката Леа Коен, председател на Асоциацията на оцелелите от Холокоста в България и техните деца.